# Рокур (Мёрт и Мозель)
Року́р (фр. Raucourt) — коммуна во французском департаменте Мёрт и Мозель, региона Лотарингия. Относится к  кантону Номени.

## География
Рокур расположен в 27 км к северу от Нанси. Соседние коммуны: Сен-Жюр на севере, Мейи-сюр-Сей на юго-востоке, Номени на юге, Эпли на западе.
В 1871—1914 годах был пограничной деревней на границе с Германией и подвергся разрушениям во время Первой мировой войны.

## Демография
Население коммуны на 2010 год составляло 202 человека.
| 1962 | 1968 | 1975 | 1982 | 1990 | 1999 | 2010 |
| ---- | ---- | ---- | ---- | ---- | ---- | ---- |
| 159  | 148  | 167  | 164  | 168  | 168  | 202  |